# Vacalar
Vacalar es una freguesia portuguesa del concelho de Armamar, con 6,18 km² de superficie y 263 habitantes (2001). Su densidad de población es de 42,6 hab/km².